# 布吕尼格线
布吕尼格蒸汽铁路线（Brünig steam railway line ) 是 一条瑞士窄轨铁路, 连接瑞士中部的琉森与伯尔尼高地的因特拉肯，沿線經過阿尔卑纳赫施塔德（Alpnachstad）、吉斯维尔（Giswil）、迈林根和布里恩茨，並穿過布吕尼格山口。於陡坡路段使用齿轨铁路，但大部分路段是普通黏著鐵路。 
本線係於 1888 年至 1916 年间分阶段通車，在 1903 年至 2004 年间为瑞士联邦铁路唯一的窄轨线路，現在則與琉森-施坦斯-恩格尔贝格线一同屬於瑞士中央鐵路。有區際列車行駛全線，因特拉肯和迈林根之间有一般（非齒軌）的區域列車，琉森和吉斯维尔之间有琉森城市快鐵（S-Bahn）列车。黑吉斯维尔至琉森之间的路段与琉森 – 施坦斯 – 恩格爾貝格线共用。   

## 历史

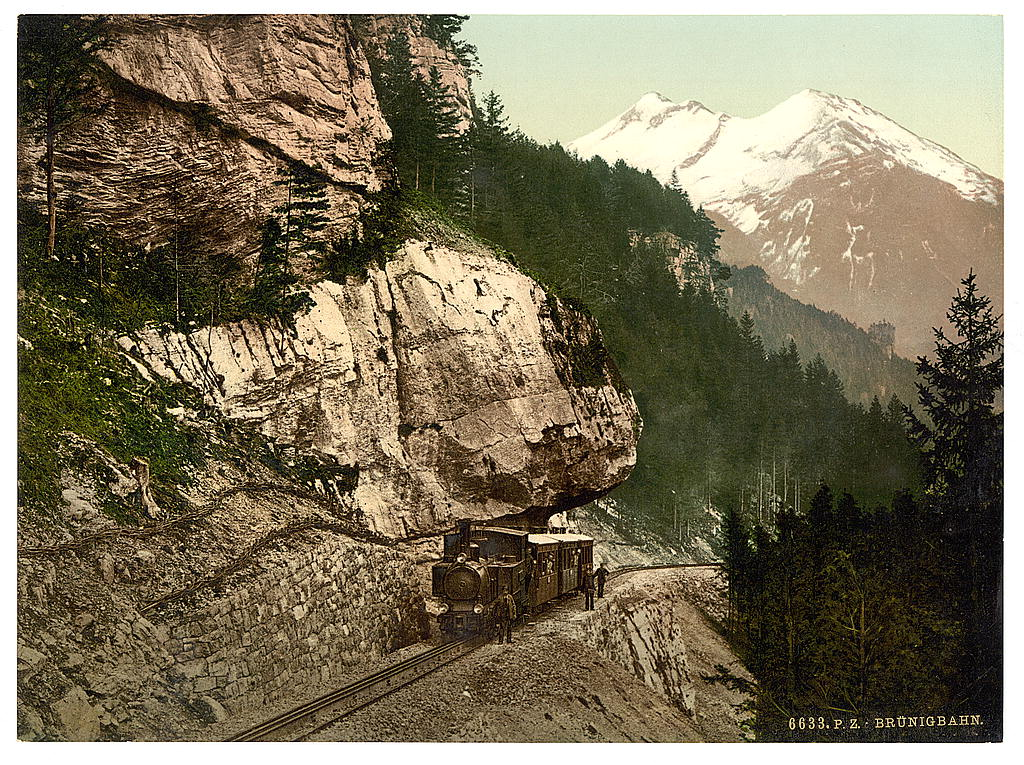
早期的照片，可見一列从迈林根 (Meiringen) 出发前往布吕尼格山口 (Brünig Pass) 的火车

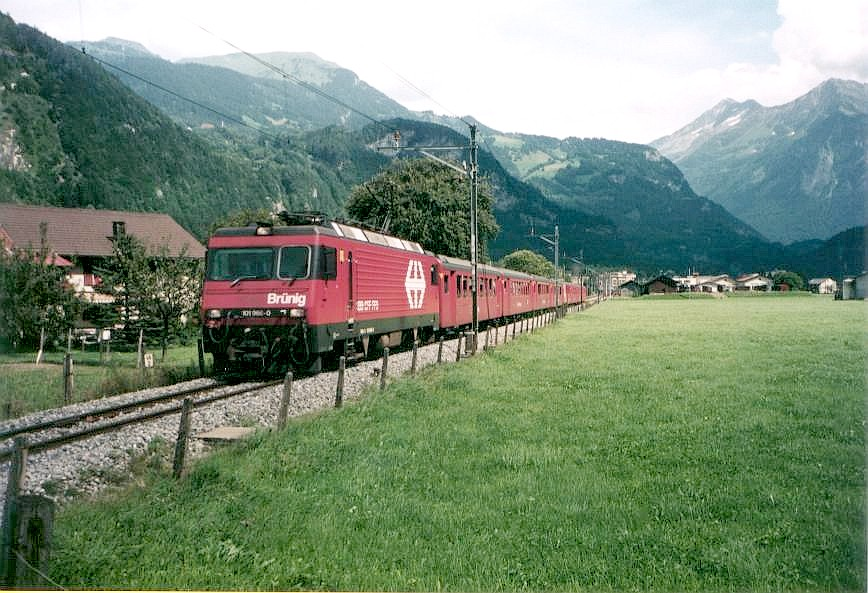
迈林根附近的一列火车，属于瑞士联邦铁路所有。

這條鐵路是由侏羅-伯恩-琉森鐵路 (JBL）興建的，該公司於 1888 年開通了從布里恩茨經由布呂尼格山口到阿爾卑納赫施塔德的路段，最初的目的是連接布里恩茨湖和琉森湖上的蒸汽船航線，後於 1889 年從阿爾卑納赫施塔德延伸至琉森，而得以連接瑞士鐵路網的其他部分。1891 年，JBL 併入侏羅-辛普朗鐵路 (JS)。   
1903 年，JS 併入瑞士联邦铁路（SBB）。现有路線最後通車的路段是在1916年完工的布里恩茨至因特拉肯區間。此後列车可以從琉森直達因特拉肯，並轉乘往伯尔尼及其他目的地的火车。
本線于 1941 年至 1942 年進行了電氣化工程，采用瑞士标准干线電氣化15000伏特16.7Hz的交流電系統，架空线供电，大大增加了行車速度，全線的一般行車時間由 3 個多小時缩短到 2 小時。  
1964 年在赫尔吉斯维尔与琉森-史坦斯-恩格尔贝格铁路(LSE) 建立了交匯站，之後LSE 的列车可行駛布吕尼格线抵达琉森站。 2004 年 6 月 30 日，瑞士联邦委员会授权瑞士铁路公司 (SBB) 将布呂尼格线出售给由LSE設立的中央鐵路公司，至此兩條路線皆為其所有；收购于 2005 年 1 月 1 日生效。  
2012年末，在克林斯馬滕霍夫車站和盧塞恩車站引道之間啟用新的隧道路線，取代了原先較不直接的地面路線，因此得以廢除幾個交通繁忙的平交道，並提供雙軌路線。隧道還新增了琉森阿爾蒙德 / 展覽館站（Lucerne Allmend/Messe）以供旅客來往瑞士體育競技場。  

## 運行

### 路线

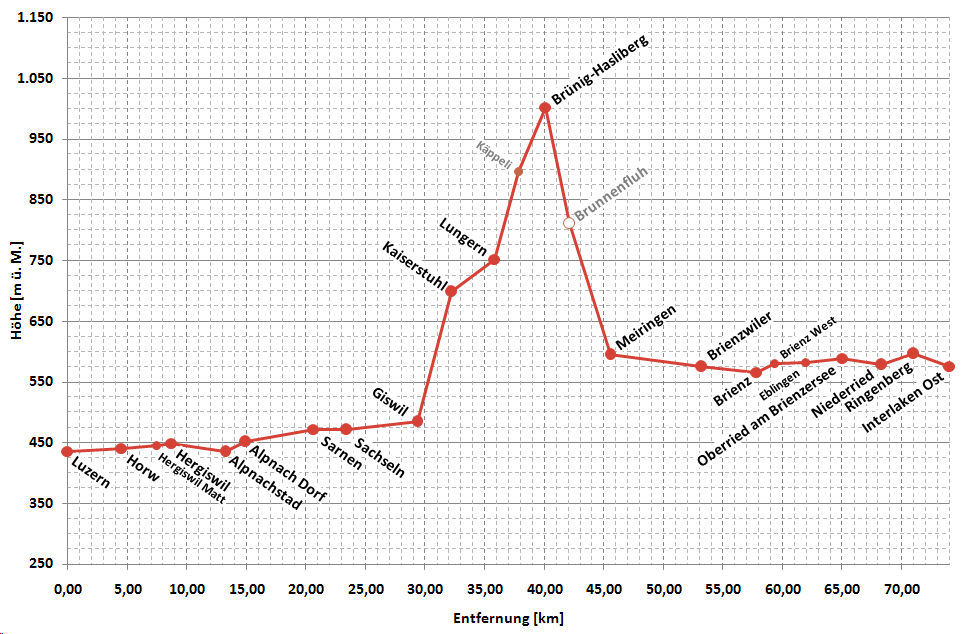
沿線坡度

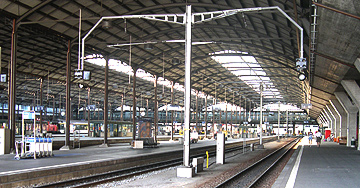
线路起点：琉森站的布呂尼格線线终点月台。

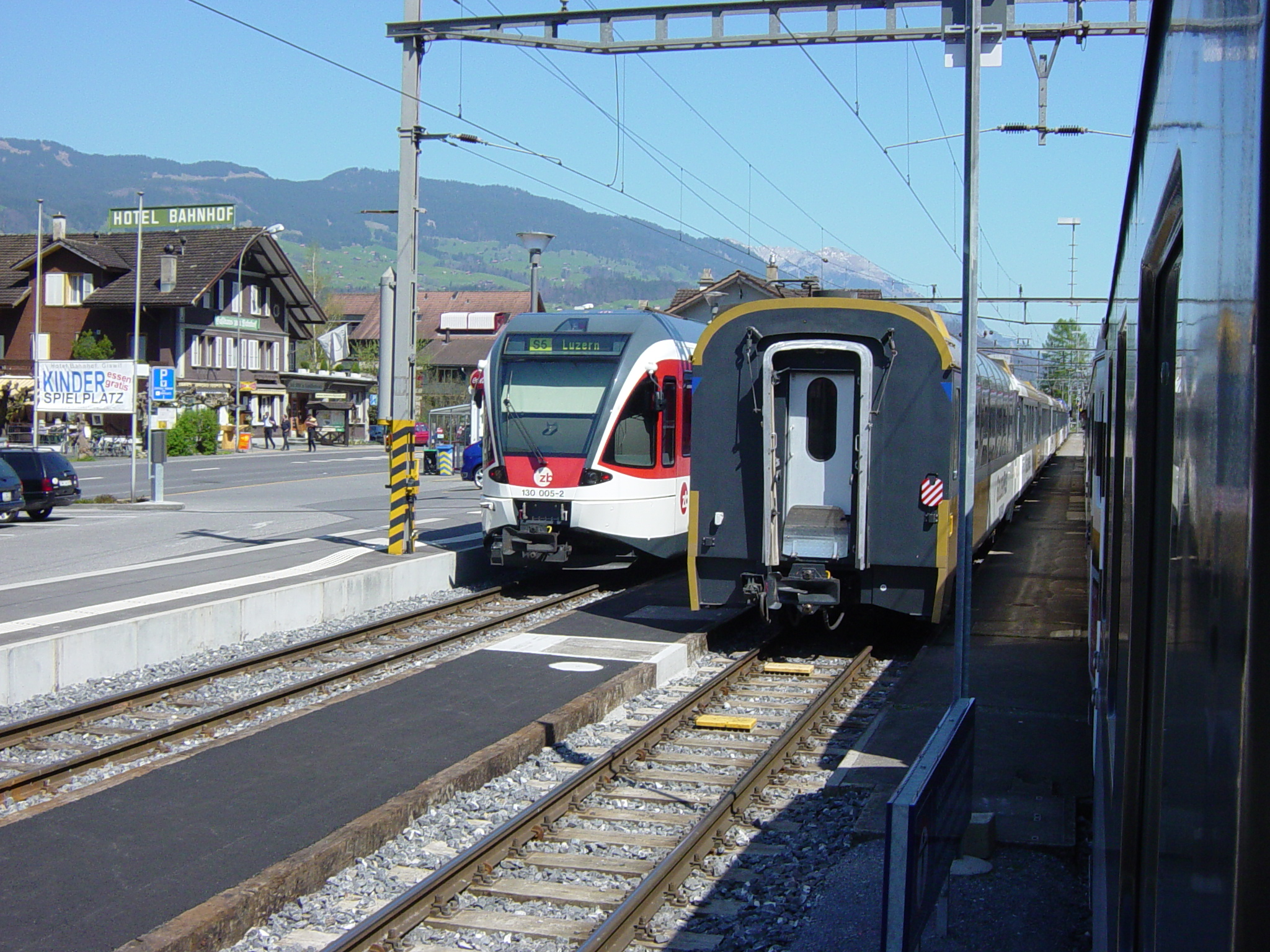
吉斯维尔站是琉森城市快铁列車的终点站。

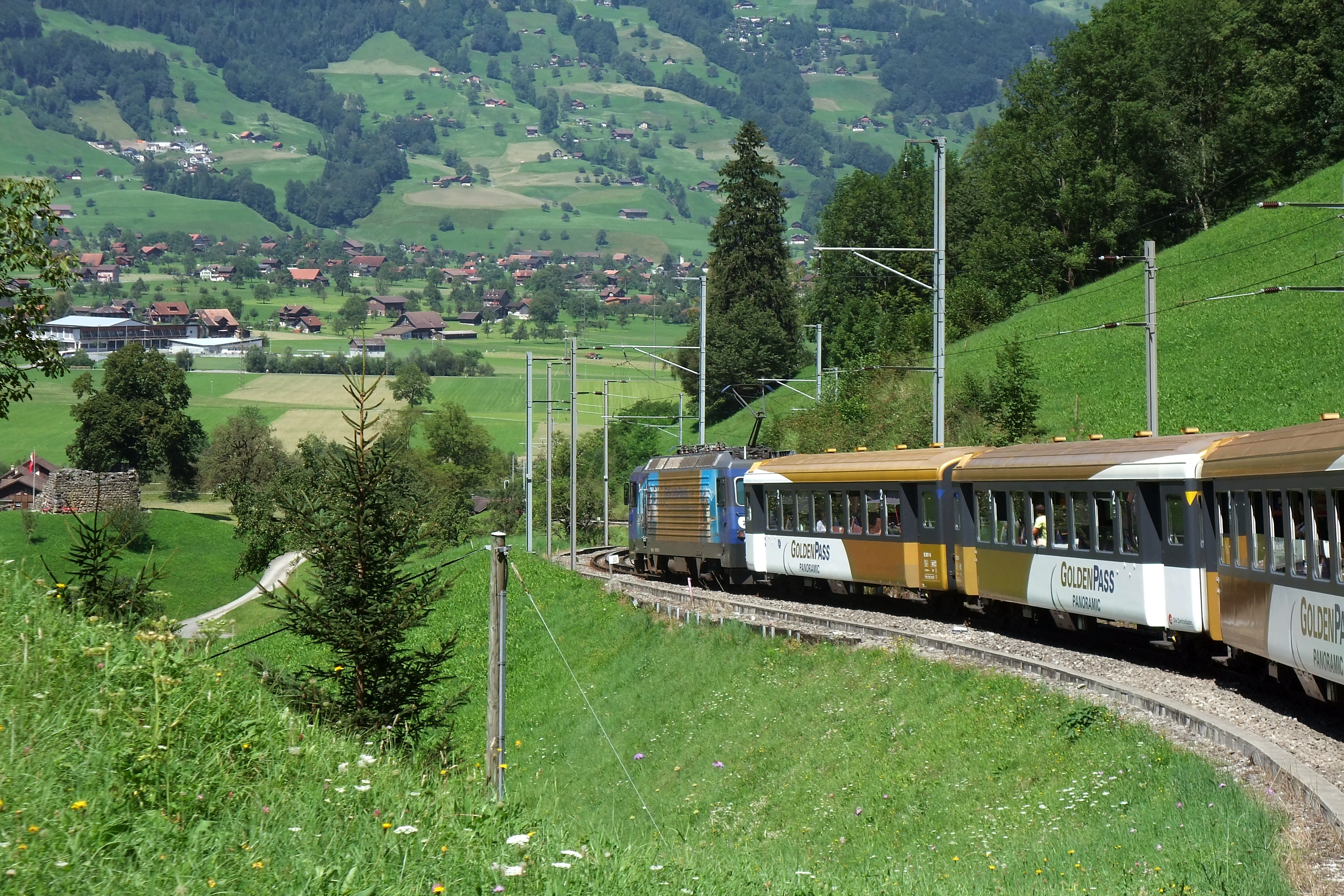
一列金色山口線涂装列车在布吕尼格山口齿轨區下山，开往吉斯维尔。

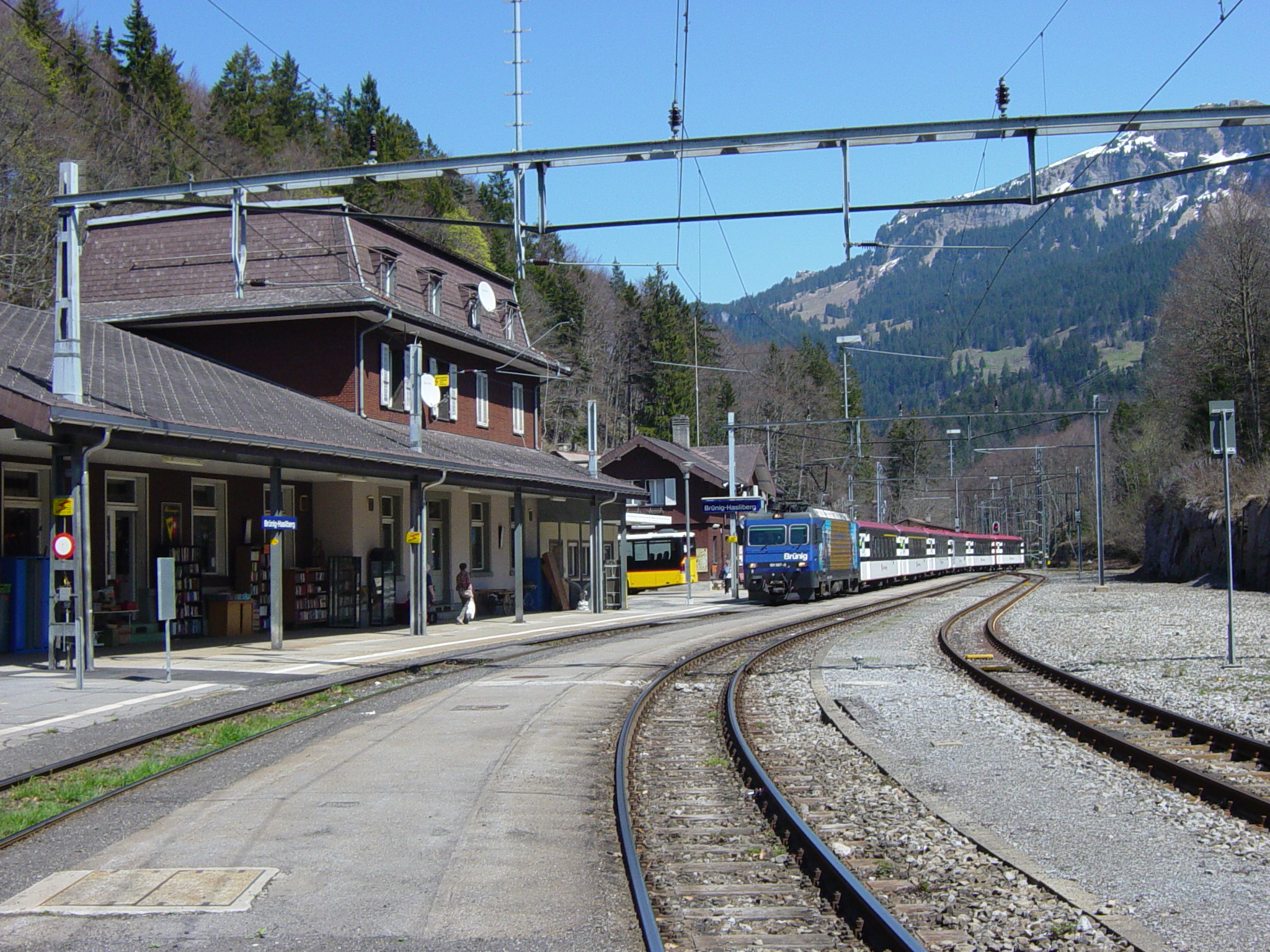
布吕尼格-哈斯利贝格站是全線最高点，位于布吕尼格山口。

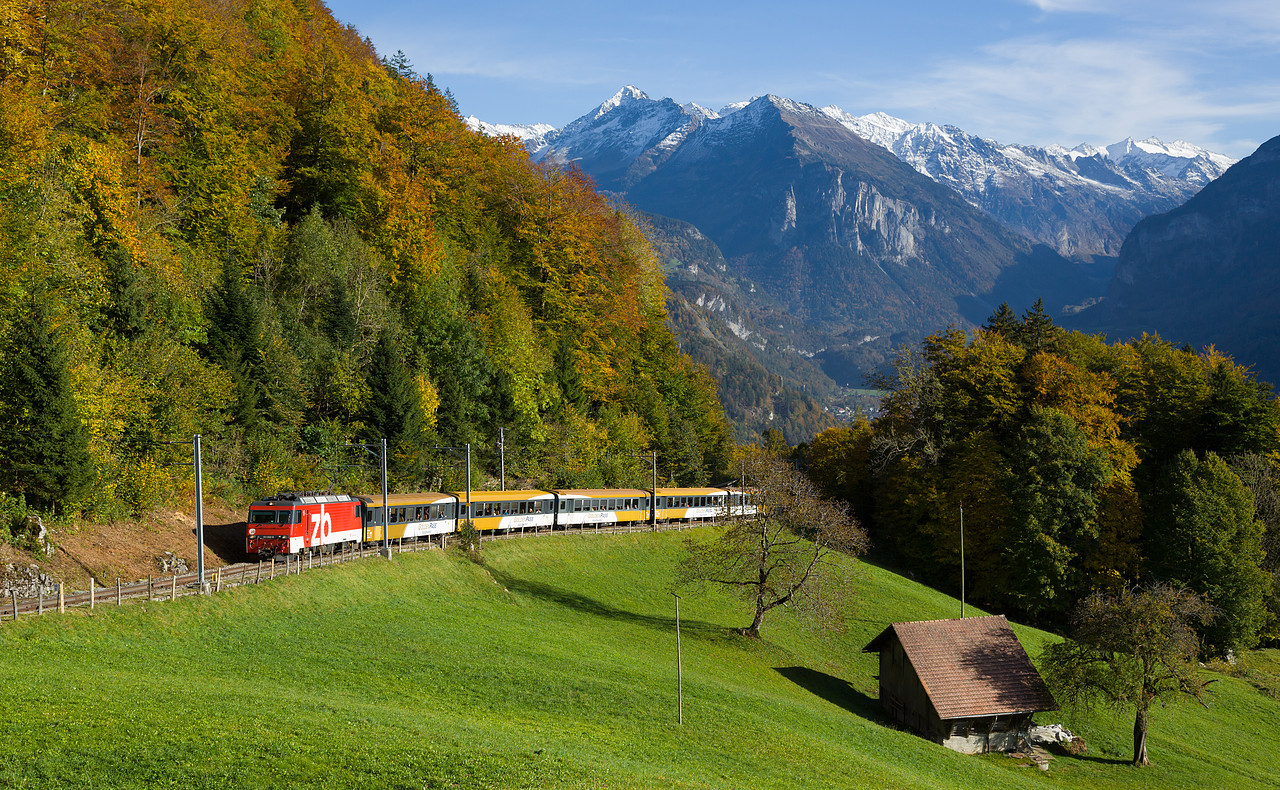
一列火车正在从迈林根爬上布吕尼格山口的齿轨路段。

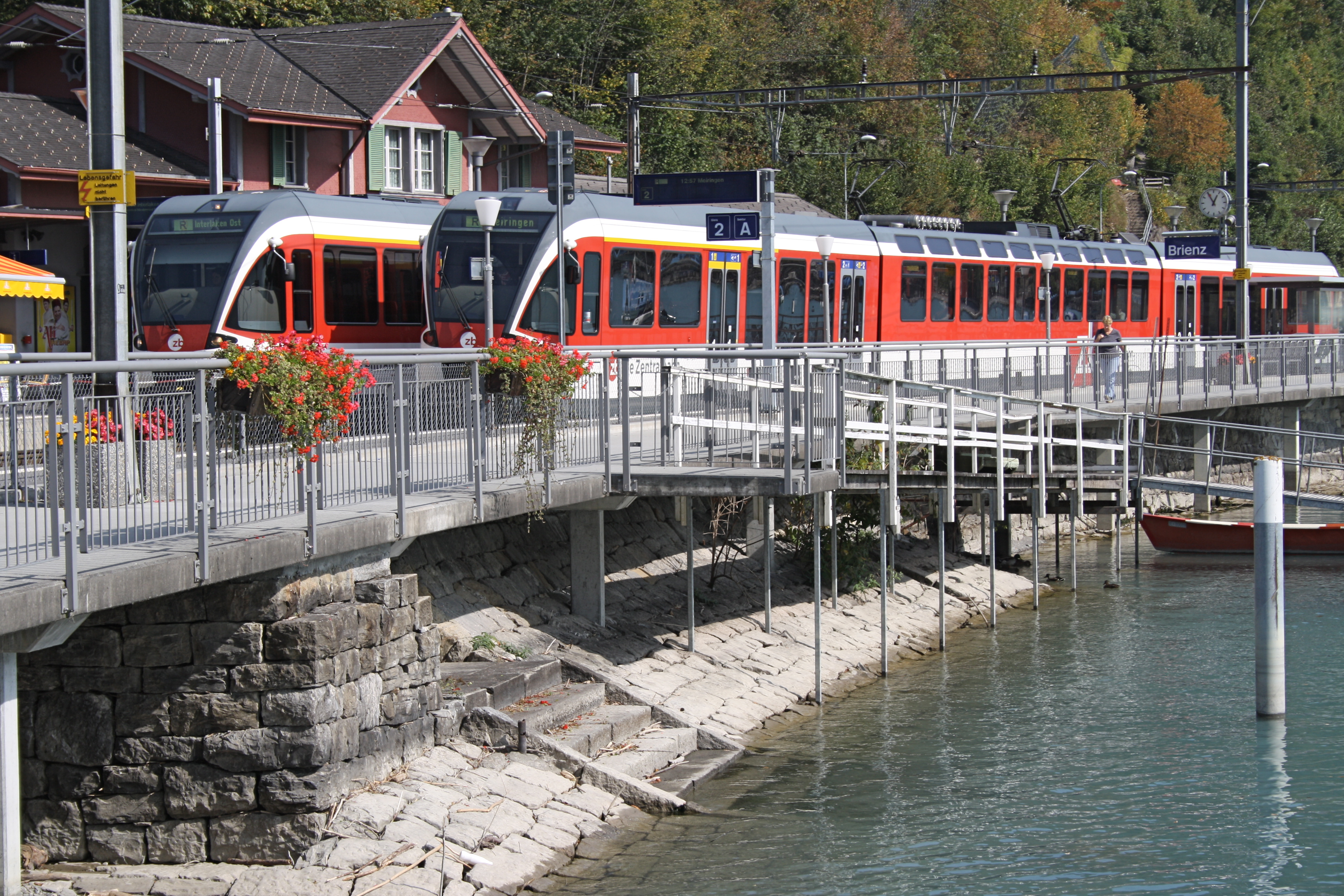
停靠在布里恩茨的區域列車。

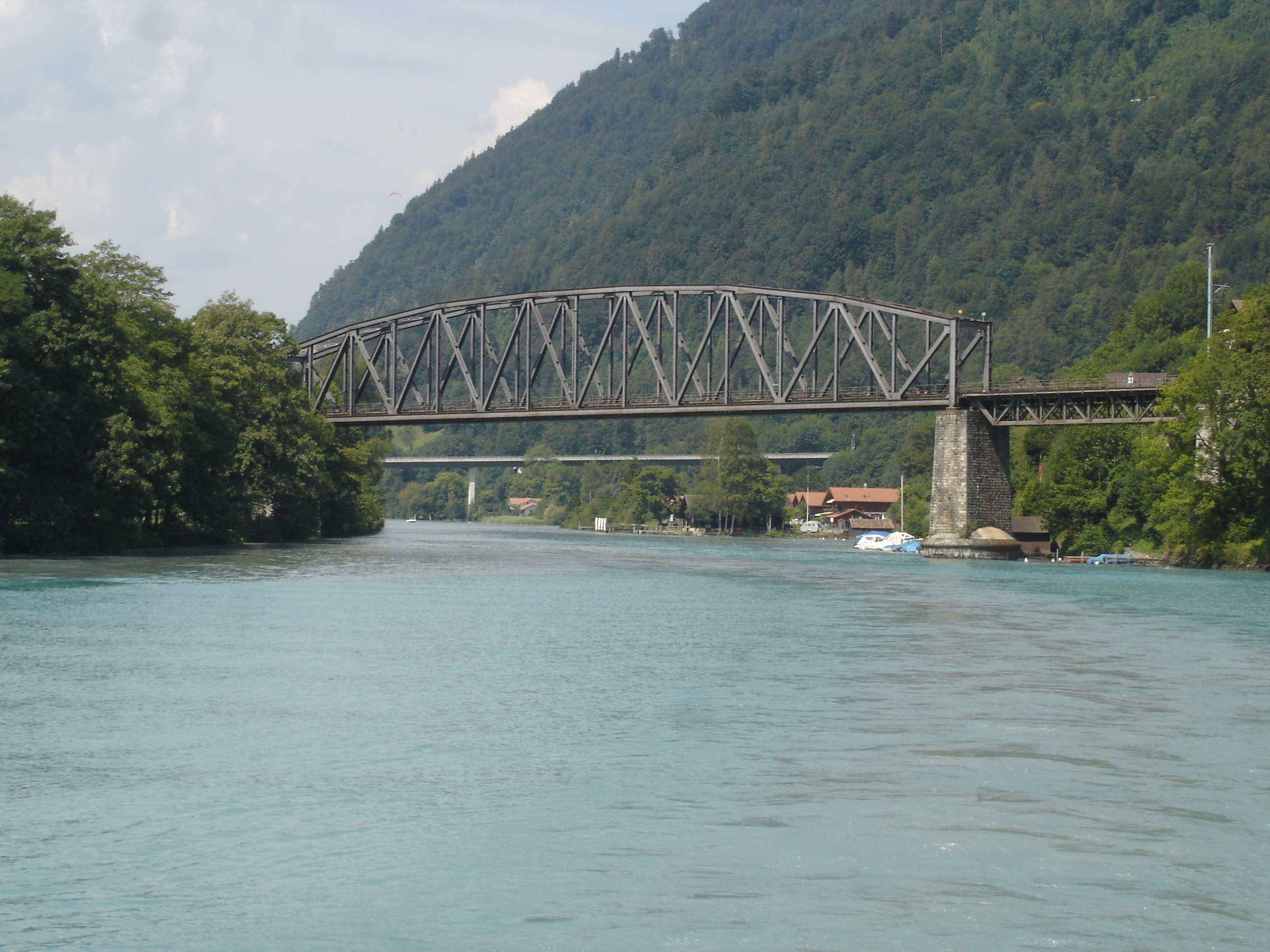
横跨阿勒河通往因特拉肯东站的桥梁。

琉森站為本線起點，該站也有瑞士联邦铁路的标准轨距路線。米轨路線的终点月台，以及本線的最初路段，與琉森-施坦斯-恩格尔贝格线的列车共用。出站不久路線進入隧道穿越琉森南部郊區到克林斯马滕霍夫站，接著以地面路線行至黑吉斯维尔，與琉森 –施坦斯 – 恩格爾貝格线分離。  
从黑吉斯维尔站出发後，經洛珀山1号隧道（Lopper I tunnel）穿过皮拉图斯山，至阿尔卑纳赫施塔德。該處為皮拉图斯铁路的起点，但两条线路轨距不同，且无轨道直接连接。从阿尔卑纳赫施塔德站出发，布吕尼格线沿着萨尔嫩阿河和萨尔嫩湖到吉斯维尔。过了吉斯维尔站后是该线的第一个齒軌區間，爬升至凯泽斯图尔站。由此開始穿越萨尔嫩阿河上游盆地，沿着龙格恩湖到龙格恩。这是全線中坡度最大的黏著鐵路（傳統鐵路）區間。  
在龙格恩站之后，第二个齒軌區間爬升至布吕尼格山口的布吕尼格-哈斯利贝格站，這是全線最高点。过了山口是路線的第三个齒軌區間，沿着阿勒河下降到迈林根；这是全線最陡峭的齿轨居區間。在迈林根车站，布吕尼格线列车會改變行駛的前後端：列車从車站西方进入，也從西方開離车站。而該站的另一路線迈林根 - 因纳特基兴铁路(MIB) 的列車則由車站東方駛離。虽然两条路線之间有轨道连接，但在電氣系統並不相容，故没有直通列车运行。  
路線沿著阿勒河（Aare）河谷，從邁林根（Meiringen）到布里恩茨（Brienz），布里恩茨－羅特洪鐵路的起點站位於本線的布里恩茨站旁邊，兩條鐵路軌距不同且沒有軌道連接。
過了布里恩茨之後，布魯尼格線沿著布里恩茨湖北岸行駛，這一段路線經常受到山體滑坡的影響。
鐵路跨越阿勒河上的一座高架橋，橋梁建造得很高以便湖泊中的船隻能到達因特拉肯。接著路線跨過BLS鐵路（BLS AG）通往其伯尼根機廠的標準軌距路線，然後下降到終點站——因特拉肯東站。該車站還有BLS與伯恩高地鐵路（BOB）的路線匯集於此。
布呂尼格線與伯恩高地鐵路（米軌路線）的軌道相連，但兩條路線電氣系統不同，因此沒有直通列車運行。

### 设施
本線為米轨（軌距1,000毫米（3英尺3+3⁄8英寸），沿線兼採齿轨和粘着鐵路，在布呂尼格山口附近的陡坡使用Riggenbach 齿轨，但大部分路段是普通粘着鐵路；齒軌區間最大坡度為12%，黏著鐵路區間最大坡度為3%。路線長度為 74 公里，大部分為單線區間並在許多車站設有交會側線。琉森和赫吉斯維爾之間與琉森－施坦斯－恩格爾貝格線共用區間，大多是雙線；琉森和霍爾夫（Horw）之間的大部分路段，其中一線為雙軌距，以便標準軌距的貨運列車抵達沿線的工業區和艾希霍夫（Eichhof）酒廠。電氣化方式為瑞士幹線標準的15000伏特、16+2⁄3 Hz交流电架空线方式。 
在齒軌區間，蒸汽机车 G 3/4 和 HG 3/3 只能向前行駛，因此需要转車盘。迈林根历史悠久的手动转車盘于 2011 年拆除並于 2013 年異地重建。吉斯维尔的轉車盤台在 2013 年车站更新工程時也進行了遷移。 

### 班車
每小时有一班區際列車行駛全線，需時不到兩小時。由於迈林根和吉斯维尔之间只有區際列車經過，故區際列車在此區間各站停車。區際列車在因特拉肯和迈林根之间以及琉森和吉斯维尔之間，則僅停靠部分車站。
在路線兩端區間則有區域列車行駛。因特拉肯和迈林根之間每小时有一班停靠各站的區域列車，琉森和吉斯维尔之间之間則有每小時兩班的琉森城市快鐵 S5线列车。黑吉斯维尔至琉森间的路線与琉森 - 施坦斯 - 恩格尔贝格线的列车共享，所以又多了每小时一班的區際列车，以及每小时两班的琉森城市快鐵S4线列車。